# Jamie Greubel Poser
Jamie Greubel Poser (nacida como Jamie Greubel, Princeton, 9 de noviembre de 1983) es una deportista estadounidense que compitió en bobsleigh en la modalidad doble. Está casada con el piloto de bobsleigh alemán Christian Poser.
Participó en dos Juegos Olímpicos de Invierno, obteniendo una medalla de bronce en Sochi 2014, en la prueba doble (junto con Aja Evans), y el quinto lugar en Pyeongchang 2018. Ganó una medalla de bronce en el Campeonato Mundial de Bobsleigh de 2017, en la misma prueba.

## Palmarés internacional
| Juegos Olímpicos   | Juegos Olímpicos     | Juegos Olímpicos  | Juegos Olímpicos |
| Año                | Lugar                | Medalla           | Prueba           |
| ------------------ | -------------------- | ----------------- | ---------------- |
| 2014               | Sochi (Rusia)        | Medalla de bronce | Doble            |
| Campeonato Mundial |                      |                   |                  |
| Año                | Lugar                | Medalla           | Prueba           |
| 2017               | Königssee (Alemania) | Medalla de bronce | Doble            |